# Tokamak

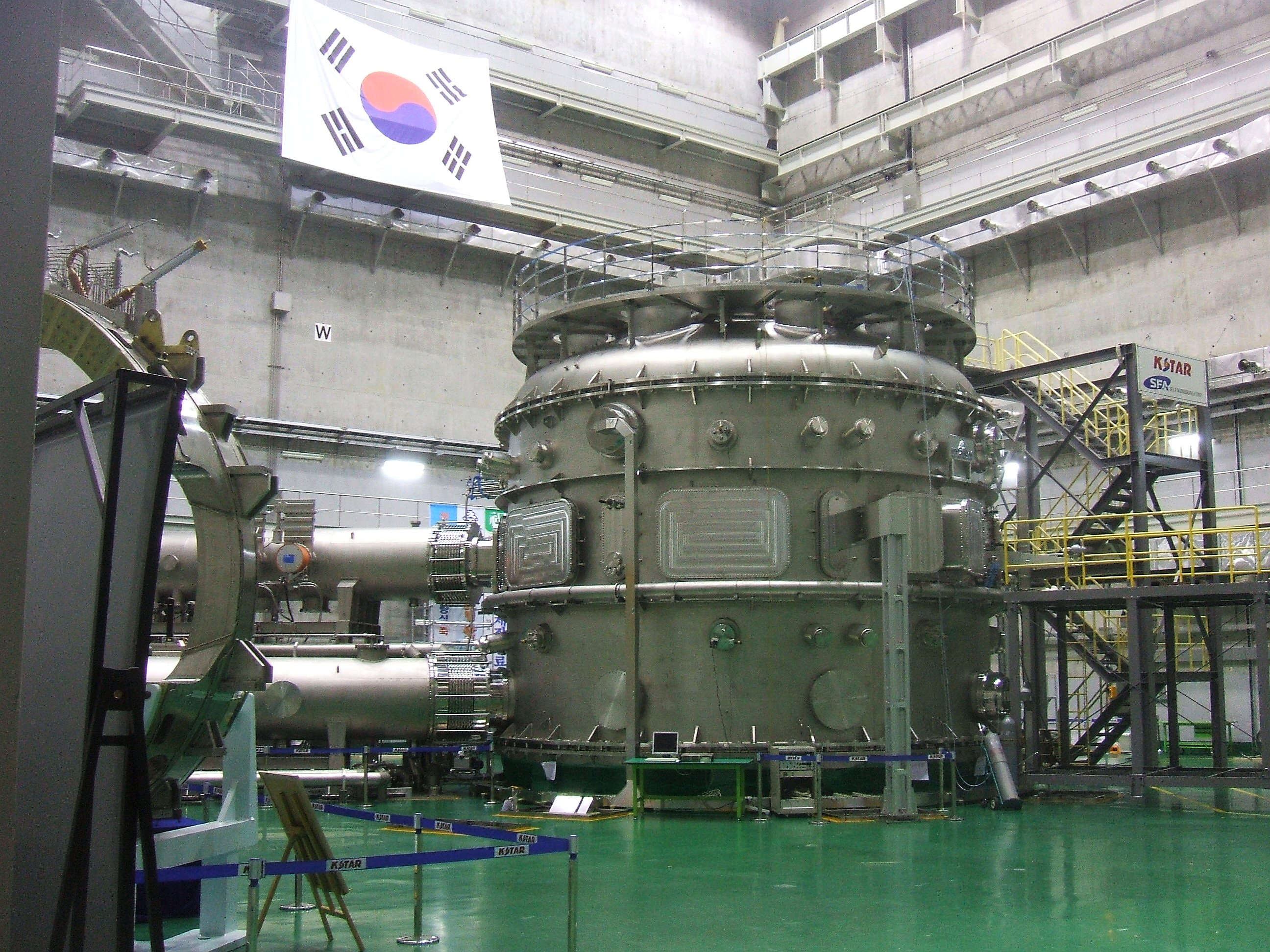
Tokamak KSTAR

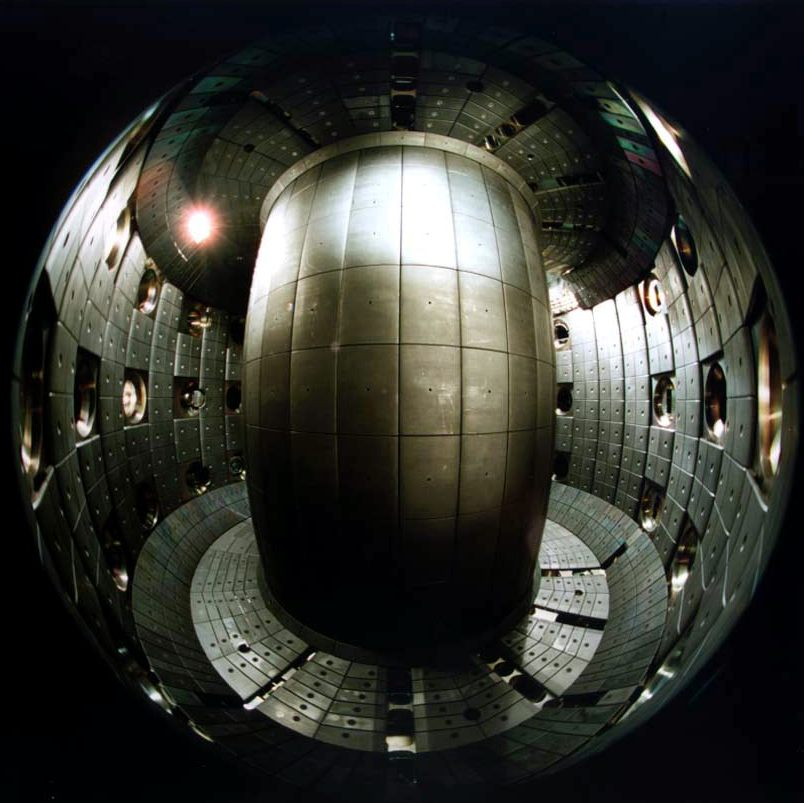
Vnitřek tokamaku

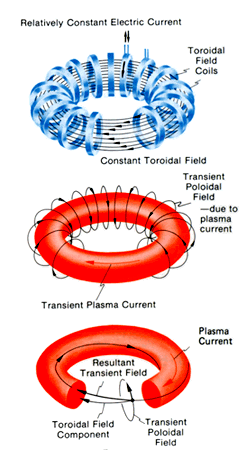
Schéma tokamaku

Tokamak je zařízení, vytvářející toroidální magnetické pole, používané jako magnetická nádoba pro uchovávání vysokoteplotního plazmatu. Slovo pochází z ruštiny, kde Токамак je zkratkou popisu тороидальная камера с магнитными катушками (toroidní komora s magnetickými cívkami). Myšlenka tokamaku se zrodila v 50. letech Igorem Jevgeněvičem Tammem a Andrejem Sacharovem. Dnes se tokamaky považují za jednu z nejnadějnějších cest k realizaci řízené jaderné fúze, která by mohla sloužit jako zdroj neomezeného množství energie. Další možností je například stelarátor.

## Termojaderná fúze
Termojaderná fúze je proces, při kterém se slučují lehčí jádra, vznikají jádra těžší a uvolňuje se energie, kterou lze využít v tepelných elektrárnách nebo k přímé přeměně na elektřinu pomocí magnetohydrodynamického generátoru. K jejímu dosažení je nutné, aby se reagující jádra přiblížila vzájemně natolik, že převládne jaderná síla přitažlivá nad elektrickou silou odpudivou. Aby částice překonaly odpudivou Coulombickou bariéru (tedy aby se dostaly dostatečně blízko k sobě a převládly přitažlivé jaderné síly), musí se vzájemně srážet velkou rychlostí. Nejefektivnějším způsobem, jak toho dosáhnout, je ohřátí paliva na velmi vysokou teplotu. V pozemských podmínkách je z hlediska energetického využití nejvhodnější reakce deuteria a tritia (těžký a supertěžký izotop vodíku). Při této reakci vzniká jádro helia a neutron. Výše zmíněná reakce je nejvhodnější zejména z důvodu nejnižší potřebné „zápalné“ teploty ze všech fúzních reakcí. Jedná se o teplotu 100 až 200 miliónů K. První podmínkou zvládnutí řízené termojaderné fúze je dosažení této teploty. Jakýkoliv materiál je při takto vysoké teplotě ve stavu plazmatu. Z toho vyplývá druhá podmínka pro úspěšné zvládnutí řízené termojaderné fúze – zabránit dotyku horkého plazmatu a stěny.

## Princip tokamaku
Tokamak je zařízení, které zabraňuje dotyku plazmatu a stěny komory pomocí magnetického pole. Jeho základní částí je vakuová reakční komora ve tvaru prstence, která je obklopena cívkami toroidálního magnetického pole (na obrázku schéma tokamaku modře). Tyto cívky vytvoří v komoře velmi silné magnetické pole (několik T), které udržuje plazma. Prstencová komora tokamaku je sekundárním závitem transformátoru, který v komoře generuje proud v toroidálním směru (na velkých zařízeních až několik megaampérů). Tento proud vytváří kolem sebe poloidální magnetické pole. Pokud složíme magnetické pole toroidální a poloidální, dostáváme výslednou konfiguraci magnetického pole ve tvaru šroubovice (spodní schéma na obrázku schéma tokamaku). Siločáry takto vytvářeného magnetického pole se do sebe uzavírají v reakční komoře. Připomeňme, že se elektricky nabitá částice pohybuje podél magnetické siločáry. Právě proto by měly částice plazmatu zůstávat v komoře izolované od stěny. Různé nestability a difuze částic napříč magnetickým polem výrazným způsobem zhoršují udržení plazmatu.

## Ohřev plazmatu
Plazma v tokamacích je ohříváno třemi základními způsoby – proudovým ohřevem, mikrovlnami a svazky neutrálních částic.

### Proudový ohřev
Vzhledem k tomu, že má plazma nenulový elektrický odpor, je ohříváno procházejícím elektrickým proudem. Protože elektrický odpor plazmatu s rostoucí teplotou klesá a vzhledem k existenci fyzikálního limitu omezujícího maximální možný elektrický proud plazmatem, lze tímto způsobem dosáhnout teplot maximálně v řádu desítek milionů kelvinů. Z tohoto důvodu je třeba použít ještě další metody ohřevu plazmatu.

### Mikrovlnný ohřev
Tento druh ohřevu spočívá v tom, že jsou do plazmatu vysílány mikrovlny o vhodné vlnové délce. Ty s plazmatem interagují a předávají mu svou energii, čímž ho ohřívají.

### Ohřev neutrálními svazky
Plazma je možné ohřívat také vstřikem urychlených neutrálních částic. Vzhledem k tomu, že neexistuje efektivní způsob urychlení neutrálních částic na požadovanou energii (až 1 MeV), musí být částice urychlovány jako nabité a před vletem do tokamaku musí být zpětně neutralizovány. Neutrální částice neinteragují s magnetickým polem tokamaku, a proto se snadno dostanou až do středu komory tokamaku, kde jsou v důsledku srážek s částicemi plazmatu opět ionizovány, začnou se tedy pohybovat podél magnetické siločáry a svou energii předávají srážkami částicím plazmatu.

## Současný stav fúzního výzkumu

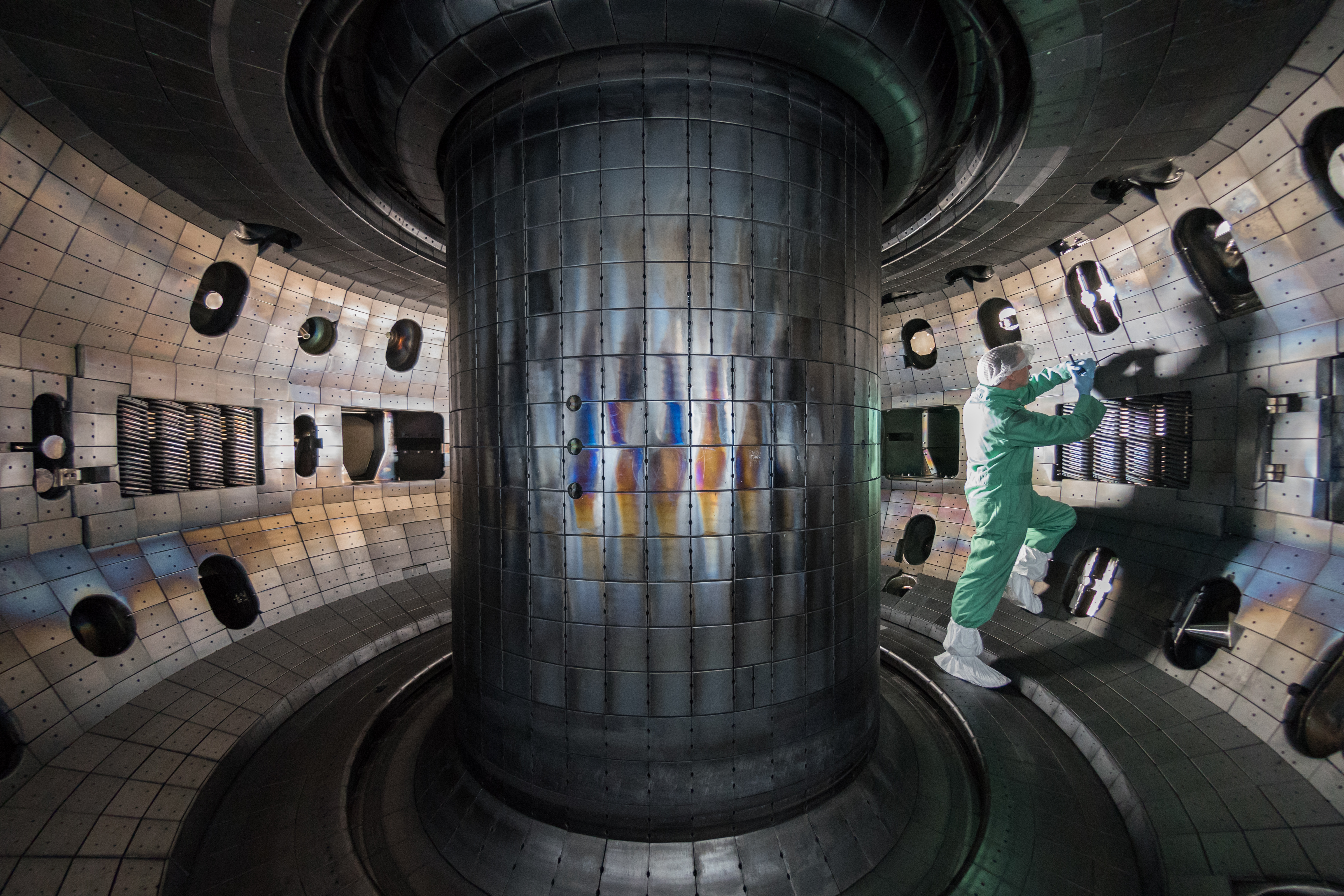
Zaměstnanec provádějící údržbu Tokamaku

V 90. letech 20. století byla do plného provozu uvedena velká zařízení, tedy evropský tokamak JET (Joint European Torus) a americký tokamak TFTR (Tokamak Fusion Test Reactor). Tyto tokamaky již dokázaly produkovat značné množství termojaderné energie. Např. JET produkoval fúzní výkon 16 MW po dobu 1 s. Jsou však stále příliš malé na to, aby vyráběly elektřinu ve velkém měřítku a navíc u obou těchto zařízení byla energie potřebná na vytvoření magnetického pole a ohřev plazmatu mnohem větší než vyprodukovaná fúzní energie. Nicméně i tak je z výsledků dosažených na těchto zařízeních zřejmé, že je z fyzikálního hlediska možné postavit fúzní elektrárnu právě na principu tokamaku. Překážkou je zatím vysoká technická náročnost zařízení. Jedná se o vývoj materiálů pro vnitřní stěnu vakuové komory, která se bude v průběhu výboje občas dostávat do kontaktu s horkým plazmatem a bude také silně ozářena fúzními neutrony. V reaktoru budou muset být cívky vytvářející magnetické pole supravodivé, aby dosáhly potřebné magnetické indukce. 
Demonstrátorem, který by měl skloubit všechny technologické a fyzikální požadavky na budoucí elektrárnu, bude právě budovaný tokamak ITER (International Thermonuclear Experimental Reactor). 

## Projekt ITER
Roku 1985 navrhl Sovětský svaz nejdříve státům organizace EUROATOM a o několik týdnů později i USA vznik mezinárodního projektu, jehož výsledkem by bylo experimentální zařízení, které by bylo schopné napodobit podmínky budoucího termojaderného reaktoru. Roku 1998 byl projekt reaktoru dokončen a po dalších komplikacích byl roku 2001 dokončen redukovaný projekt.
Celkem 45,5 % z celkových nákladů 10 mld USD hradí Evropská unie; zbylí partneři, tj. Indie, Čína, Rusko, Jižní Korea, USA a Japonsko platí každý po 9,1 % nákladů. V roce 2026 by podle plánu měla být zahájena fáze, kdy bude používáno jako palivo deuterium a tritium. Během této fáze, která by měla trvat také 10 let, by měla být zahájena stavba první demonstrační termojaderné elektrárny DEMO. Bude-li projekt DEMO úspěšný, měly by se začít první termojaderné elektrárny stavět okolo roku 2050, tedy právě v době, kdy bude již docházet ropa.[zdroj?]
Přibližná váha tokamaku se bude pohybovat okolo 23 000 tun, přičemž rozměry budou 30×30 m.
Ten by měl být uveden do provozu v roce 2020. Pokud bude úspěšný, měla by být v roce 2040 až 2050 postavena první fúzní elektrárna. Došlo ke zpoždění projektu s tím, že v dubnu 2022 bylo dokončeno 85 % stavebních prací, tj. budov a infrastruktury. Z hlediska celkového rozsahu prací do prvního plazmatu bylo dosaženo pouze 60 % prací.
V roce 2016 byly náklady odhadovány v rozmezí 18 až 22 mld. €, přičemž se nepočítalo se získáním prvního plazmatu před rokem 2025 a plného výkonu před rokem 2035.

## Tokamaky v Česku
Jak bylo řečeno výše, fúzní výzkum probíhá v rámci široké mezinárodní spolupráce, na níž má svůj podíl i ČR jako člen organizace EUROATOM. V Česku leží těžiště výzkumu na Ústavu fyziky plazmatu AV ČR, který vlastní nejdůležitější experimentální zařízení pro výzkum fúze v Česku. Dále se na výzkumu podílí vysoké školy, zejména Matematicko-fyzikální fakulta UK a Fakulta jaderná a fyzikálně inženýrská ČVUT, kde bylo v roce 2006 otevřeno zaměření Fyzika a technika termojaderné fúze (k roku 2022 Fyzika plazmatu a termojaderné fúze).
ČR vlastní dva tokamaky. Prvním je středně velký tokamak COMPASS. Ten byl v roce 1989 uveden do provozu v britském výzkumném středisku Culham jako zdroj dat, z kterých bude možné předpovědět parametry ITERu. V důsledku nedostatku prostředků pro provoz byl COMPASS nabídnut v roce 2004 Ústavu fyziky plazmatu AV ČR, kde na konci roku 2008 zaznamenal první plazma. Tento tokamak má velice podobnou konfiguraci plazmatu, jako bude mít ITER. Lze na něm dosahovat H-modu v divertorové konfiguraci. Z toho plyne, že na něm bude možné studovat pro ITER velice důležitá témata jako přechod mezi L-modem a H-modem, interakce okrajového plazmatu se stěnou a témata související s interakcí vln a plazmatu. Díky vlastnictví tohoto zařízení má ČR jedno z předních evropských pracovišť v oblasti řízené termojaderné fúze. Tokamak COMPASS ukončil v roce 2021 provoz, výsledky získané za 12 let provozu měly zásadní vliv na konstrukci tokamaku ITER.
ČR vlastní ještě druhý malý tokamak, GOLEM na Fakultě jaderné a fyzikálně inženýrské ČVUT. Jedná se o jeden z nejstarších tokamaků, byl postaven v roce 1959 v SSSR. Roku 1977 daroval Sovětský svaz tento tokamak Československu. Po převzetí tokamaku došlo k jeho kompletní přestavbě. Opět byl uveden do provozu na Ústavu fyziky plazmatu roku 1984 pod názvem CASTOR (Czech Academy of Science TORoid). Roku 2006, v souvislosti s instalací COMPASS byla jeho činnost v UFP ukončena a byl darován FJFI ČVUT, kde roku 2009 již pod názvem GOLEM (FJFI má sídlo přímo proti starému Židovskému hřbitovu v Praze) zaznamenal první plazma. Dnes je GOLEM nejstarším a nejmenším provozovaným tokamakem světa. Hlavním úkolem tokamaku GOLEM je zajištění výukové a vzdělávací činnosti. Lze jej kompletně ovládat přes internet, takže jako jediný slouží výuce studentů jaderné fyziky univerzit po celém světě.

## Tokamak Kstar
Korejským vědcům se podařilo začátkem roku 2022 ve fúzním reaktoru Kstar (Korea Superconducting Tokamak Advanced Research) udržet plazmu na teplotě přes 100 milionů stupňů Celsia po dobu celých 30 sekund.
Zprovozněný byl v roce 2007 a byl postaven s použitím intermetalické sloučeniny vyrobené z niobu a cínu (NB3Sn) a supervodiče. Korejský stát výzkum financuje ročně částkou ve výši 36,3 mil. USD. 